# Kata’ib Dżund al-Imam
Kata’ib Dżund al-Imam (arab. ‏كتائب جند الإمام‎, tłum. Brygady Żołnierzy Imama) – radykalna, szyicka grupa paramilitarna wchodząca w skład Irackich Sił Mobilizacji Ludowej (PMF).

## Historia
Grupa powstała przy wsparciu Iranu podczas szyickiego powstania w Iraku w 1991 r. Powróciła do działalności po ujawnieniu masakry w Camp Speicher w 2014 roku, celem walki z sunnickim Państwem Islamskim.
W 2017 roku grupa, wraz z sześcioma innymi organizacjami, utworzyła Siły Mobilizacji Ludowej.